# 東海聯盟
東海聯盟（とうかいれんめい）は1925年（大正14年）に設立された右翼団体である。

## 概要
1925年（大正14年）、大杉精市が「義理と人情の紐帯」を綱領として創立した。事務所は東京の碑文谷町（現、目黒区）に置かれた。戦前には「侠客の団体であるだけに素晴らしく実行力に富んでいる」、「他に制肘される処（ところ）なく、氏の面目躍如たるものがある」 などと評価されていた。田中大将三百万円事件、安田共済事件、徳川侯不敬ダンス事件、満州某重大事件などに関係した。